# گوه سلطانی
گوه سلطانی، روستایی از توابع بخش مرکزی شهرستان بافت در استان کرمان ایران است. این روستا دارای آب وهوای سرد است و میانگین بارش به ۱۵۰۰میلی‌متر می رسد.

## جمعیت
این روستا در دهستان گوغر قرار دارد و براساس سرشماری مرکز آمار ایران در سال ۱۳۸۵، جمعیت آن ۱۳ نفر (۴خانوار) بوده‌است. 